# Hofsós
Hofsós – miejscowość oraz port w północnej części Islandii na wschodnim wybrzeżu fiordu Skagafjörður, w zachodniej części półwyspu Tröllaskagi. Wchodzi w skład gminy Skagafjörður, w regionie Norðurland vestra. Położone jest około 20 km (w linii prostej) na północny wschód od siedziby gminy Sauðárkrókur. Dotarcie lądem drogami nr 75 i 76 zajmuje 35 km. Na początku 2018 miejscowość zamieszkiwało 147 osób. W ostatnich latach liczba mieszkańców zmniejszała się - w 2011 liczyła 186 mieszk., a w 2013 – 181 mieszk.
Jest jednym z najstarszych portów handlowych w północnej Islandii. Jego historia sięga XVI wieku. Gospodarka opiera się głównie na przemyśle rybnym oraz usługach okolicznych gospodarstw. W ostatnich latach w Hofsós zbudowano jako atrakcję turystyczną Centrum Emigracji Islandzkiej (isl. Vesturfarasetrið á Hofsósi), które jest dedykowane migracji islandzkiej głównie do Ameryki Północnej. Osiągnęła ona swój szczyt na początku XIX wieku.